# 2003 WN193
2003 WN193, também escrito como 2003 WN193, é um objeto transnetuniano que está localizado no Cinturão de Kuiper, uma região do Sistema Solar. Este corpo celeste é classificado como um plutino, pois, o mesmo está em uma ressonância orbital de 2:3 com o planeta Netuno. Ele possui uma magnitude absoluta de 8,5 e tem um diâmetro estimado com 88 km.

## Descoberta
2003 WN193 foi descoberto no dia 17 de outubro de 2003 pelo astrônomo Marc W. Buie.

## Órbita
A órbita de 2003 WN193 tem uma excentricidade de 0,253 e possui um semieixo maior de 39,401 UA. O seu periélio leva o mesmo a uma distância de 29,423 UA em relação ao Sol e seu afélio a 49,378 UA.